# Zemo Szuchuti
Zemo Szuchuti (gruz. ზემო შუხუთი) – wieś w Gruzji, w regionie Guria, w gminie Lanczchuti. W 2014 roku liczyła 359 mieszkańców.